# Resupinatus algidus
Resupinatus algidus är en svampart. Resupinatus algidus ingår i släktet Resupinatus och familjen Tricholomataceae.

## Underarter
Arten delas in i följande underarter:
- dendrocystis
- algidus